# Злотин, Сергей Григорьевич
Сергей Григорьевич Злотин — учёный-химик, лауреат премии имени Н. Д. Зелинского. Член-корреспондент РАН с 2022 года.

## Биография
В 1974 году окончил химико-технологический факультет Волгоградского государственного технического университета.
Тогда же поступает в очную аспирантуру Института органической химии имени Н. Д. Зелинского РАН (Москва) и 1978 году защищает кандидатскую диссертацию.
Всю дальнейшую научную деятельность посвятил ИОХ имени Н. Д. Зелинского, пройдя путь от младшего научного сотрудника до заместителя директора Института (с 2000 года по настоящее время), профессор.
В 1991 году — защита докторской диссертации.
С 2001 года заведует лабораторией тонкого органического синтеза имени И. Н. Назарова ИОХ РАН.
Научные интересы в области каталитических методов органического синтеза, энантиоселективного органического синтеза, зеленой химии.
Член Экспертного совета ВАК по спецхимии.
Под его руководством защищено 11 кандидатских диссертаций.
Соавтор около 200 статей и патентов.

## Награды
Премия имени Н. Д. Зелинского (за 2014 год, совместно с Л. М. Кустовым, Н. Н. Маховой) — за цикл трудов «Ионные жидкости — субстратспецифичные рециклизуемые растворители и катализаторы для органического синтеза и получения перспективных материалов»